# Jenő Uhlyárik
Jenő Uhlyárik   (Levoča, 15 d'octubre de 1893 - Budapest, 23 d'abril de 1974) va ser un tirador d'esgrima hongarès, especialista en sabre, que va competir durant la dècada de 1920.
El 1924 va prendre part en els Jocs Olímpics de París, on guanyà la medalla de plata en la competició de sabre per equips del programa d'esgrima.
També destaca la medalla de plata que guanyà al Campionat del món d'esgrima de 1925 d'Oostende.